# مثلث دوبوس (سان فرانسيسكو)
مثلث دوبوس هو أحد أحياء سان فرانسيسكو بولاية كاليفورنيا، ويقع أسفل متنزه بوينا فيستا [الإنجليزية] وبين أحياء وادي كاسترو / يوريكا، ومقاطعة ميشن [الإنجليزية]، ومنطقة لوار هايت [الإنجليزية].
يُخدم مثلث دوبوس بواسطة مترو وحافلات موني. نظرًا لموقعها شرق بوينا فيستا هايتس وقمم التوأم، تشهد المنطقة ضبابًا أقل من العديد من الأماكن في سان فرانسيسكو.

## موقع
وفقًا لخريطة الأحياء لعام 2010 لجمعية سان فرانسيسكو للوسطاء العقاريين (SFAR)، يحد مثلث دوبوس شارع السوق على الجانب الجنوبي الشرقي، وشارع كاسترو من الغرب وشارع دوبوس من الشمال. وضع تعريف عام 2006 من قبل مكتب خدمات الأحياء التابع لرئيس بلدية المدينة الحدود الشمالية للحي شمالا في شارع والر (بما في ذلك دوبوس بارك)، مع استبعاد مبنى سان فرانسيسكو مينت بالقرب من شارع السوق.

## تاريخ
نشأ اسم دوبوس من فيكتور دوبوتشي، وهو مقدم أول فوج مشاة متطوع في كاليفورنيا في الفلبين أثناء الحرب الإسبانية الأمريكية.
العديد من المنازل في الحي 1906 عبارة عن شقق على طراز الإحياء الكلاسيكي، مع أقدم منزل يعود تاريخه إلى عام 1870 (مثل المنزل في شارع 22 بيفر الذي بني في عام 1876). وُصف مبنى سكني فيكتوري في الجانب الشمالي من شارع 400 في دوبوس الذي نجا من زلزال عام 1906، بأنه أكبر هيكل خشبي في البلاد إلى الغرب من نهر المسيسيبي.
كان الحي موطنًا لـ سكوت بي تي من عام 1970 إلى عام 1984، أول حانة السحاقيات لراكبي الدراجات النارية في المدينة.

## روابط خارجية
- رابطة حي مثلث دوبوس